# Peter Loy Chong
Peter Loy Chong (Namata, 30 gennaio 1961) è un arcivescovo cattolico figiano.

## Biografia
Peter Loy Chong nasce a Namata, località portuale situata nella provincia di Tailevu, nelle Figi. È il sesto figlio di Chung Lung e di Kacaraini Vakalevulevu. Segue la scuola elementare a Natovi (Natovi Catholic Mission, dal 1967 al 1973) e poi le medie al St John's College Cawaci a Ovalau (1974-1977).
Nel 1984, entra a far parte del Pacific Regional Seminar a Suva. Riceve l'ordinazione sacerdotale per l'arcidiocesi di Suva l'11 gennaio 1992 dall'arcivescovo Petero Mataca per curare la parrocchia di Natovi. Il 19 dicembre 2012 è nominato arcivescovo metropolita di Suva da papa Benedetto XVI. Riceve la consacrazione episcopale dall'arcivescovo e suo predecessore Petero Mataca l'8 giugno 2013, co-consacranti il vescovo di Tonga Soane Patita Paini Mafi e l'arcivescovo di Wellington John Atcherley Dew, attualmente entrambi cardinali.
Dall'aprile del 2018 al 10 febbraio 2023 è stato presidente della Federazione delle conferenze dei vescovi cattolici dell'Oceania.

## Genealogia episcopale
La genealogia episcopale è:
- Cardinale Scipione Rebiba
- Cardinale Giulio Antonio Santorio
- Cardinale Girolamo Bernerio, O.P.
- Arcivescovo Galeazzo Sanvitale
- Cardinale Ludovico Ludovisi
- Cardinale Luigi Caetani
- Cardinale Ulderico Carpegna
- Cardinale Paluzzo Paluzzi Altieri degli Albertoni
- Papa Benedetto XIII
- Papa Benedetto XIV
- Cardinale Enrique Enríquez
- Arcivescovo Manuel Quintano Bonifaz
- Cardinale Buenaventura Córdoba Espinosa de la Cerda
- Cardinale Giuseppe Maria Doria Pamphilj
- Papa Pio VIII
- Papa Pio IX
- Cardinale Raffaele Monaco La Valletta
- Cardinale Francesco Satolli
- Cardinale William Henry O'Connell
- Cardinale Richard James Cushing
- Arcivescovo George Hamilton Pearce
- Arcivescovo Petero Mataca
- Arcivescovo Peter Loy Chong